# 任家萱音樂作品列表
本條目列舉臺灣女歌手任家萱的音樂作品專頁，本專頁包含各種專輯、原聲帶、單曲、合唱歌曲，以及歌曲的創作和製作。

## 錄音室專輯
| 專輯名稱 | 發行日期     | 製作公司 | 唱片公司 | 備註         |
| 3.1415   | 2015年1月9日 | 華研音樂 | 華研音樂 | 首張個人專輯 |

## 迷你專輯
| 專輯名稱             | 發行日期       | 製作公司 | 唱片公司 | 備註             |
| 重作一個夢           | 2011年12月16日 | 華研音樂 | 華研音樂 | 首張個人迷你專輯 |
| 往美的路我要自己作主 | 2022年4月29日  | 任真美好 | 任真美好 |                  |

## 數位迷你專輯
| 專輯名稱             | 發行日期       | 備註       |
| 往美的路我要自己作主 | 2021年12月17日 | 數位發行EP |

## 原聲帶合輯
| 專輯名稱                     | 曲名       | 發行日期      | 備註                                                |
| 《真命天女》电视原声带       | 管不著     | 2005年9月28日 | 2005年偶像劇《真命天女》插曲 ，由Hebe、Ella參與合聲 |
| 《大稻埕》电影原声带         | 青春是     | 2014年2月11日 | 2014年《大稻埕》電影主題曲                          |
| 《勇敢說出我愛你》電視原声带 | 迷路       | 2014年7月23日 | 2014年電視劇《勇敢說出我愛你》片尾曲                |
| 《一把青》電視原聲帶         | 最高的地方 | 2016年2月8日  | 2015年電視劇《一把青》插曲                          |

## 單曲
| 曲名             | 發行日期       | 備註                                                                                     |
| 值得為你         | 2014年8月3日   | 2014年歌林家電品牌大使廣告單曲，之後另收錄於《3.1415》Bouns Track                        |
| So Fa Mi Re Do   | 2015年2月      | 首支詞曲創作demo，於《致，有圓人》唱談會中及Selina的facebook粉絲專頁曝光（無收錄進專輯） |
| The Rose         | 2015年9月17日  | 翻唱單曲，公視關懷八仙樂園彩色派對火災公益單曲 (原唱:貝蒂·蜜勒)                          |
| 心靈豬湯—童真    | 2016年9月5日   | 2016電影《麥兜飯寶奇兵》電影歌曲                                                         |
| 她很漂亮         | 2017年1月      | Selina填詞，中國電視劇《她很漂亮》主題曲                                                 |
| 娃娃             | 2017年9月20日  | 翻唱單曲，Music Radio音樂之聲"我要上學"公益主題曲                                        |
| 幸福需要一點偏差 | 2018年7月20日  | 中國電視劇《愛情進化論》片尾曲                                                           |
| 躲雨             | 2019年5月17日  | 2019國片電影《樂獄》插曲                                                                 |
| 心如止水         | 2019年12月6日  | 2019 翻唱抖音熱門單曲"lce Paper 心如止水" 和你在一起，走出舒適圈                         |
| 四季             | 2020年10月11日 | lce Paper填詞譜曲                                                                        |
| 黑夜中相擁       | 2022年3月18日  | Selina首部主演電影《頭七》主題曲                                                         |

## 個人創作/製作
| 發行日期      | 專輯名稱                           | 曲目(演唱者)                                 | 創作部份   | 附註                                                                                     |
| 2005年        | 不想長大                           | 星星之火（S.H.E）                            | 英文詞     | 首次創作 編曲是Sample童謠〈Twinkle Twinkle Little Star〉                                 |
| 2005年        | 不想長大                           | 神槍手（S.H.E）                              | 製作人     | 1.與Hebe、Ella共同擔任製作人 2.編曲是Sample「荒野大鏢客」的主題音樂                      |
| 2007年        | PLAY                               | 老婆（S.H.E）                                | 填詞       |                                                                                          |
| 2008年        | 我的電台 FM S.H.E                  | 安靜了（S.H.E）                              | 填詞       |                                                                                          |
| 2010年        | SHERO                              | SHERO（S.H.E）                               | 和聲編寫   | 與Hebe、Ella以及八三夭阿璞共同合作編寫                                                   |
| 2011年        | 重作一個夢                         | 夢（Selina）                                 | 填詞       |                                                                                          |
| 2012年        | 花又開好了                         | 不說再見（S.H.E）                            | 作曲、填詞 | 與Hebe、Ella共同作曲及填詞                                                               |
| 2015年        |                                    | So Fa Mi Re Do（Selina）                     | 作詞、作曲 | 首支詞曲創作demo，於Selina的facebook粉絲專頁及《致，有圓人》唱談會中曝光（無收錄進專輯） |
| 2016年        |                                    | 她很漂亮（Selina）                           | 作詞       | 中國電視劇《她很漂亮》主題曲                                                             |
| 2017年        |                                    | 中國茶（Selina）                             | 改編詞     | Selina於中國綜藝實境節目《拜見小師父》中演出之歌曲，改編自S.H.E的《中國話》              |
| 2021年-2022年 | 往美的路我要自己作主 My Own Beauty | 往美的路我要自己作主 My Own Beauty（Selina） | 作曲、填詞 | 與陳信延共同填詞                                                                         |
| 2021年-2022年 | 往美的路我要自己作主 My Own Beauty | 你我他We Are all The Same（Selina）          | 作曲、填詞 | 與陳信延填詞、陳秀珠、林樂偉共同作曲                                                     |

## 合唱歌曲
| 年份   | 合作對象 | 歌曲名稱           | 附註                                                                     |
| 2001年 | Ella | 你還好不好         | 收錄於S.H.E的《女生宿舍》專輯                                            |
| 2006年 | Tank | 獨唱情歌           | 收錄於Tank的《Fighting！生存之道》專輯及S.H.E的《Forever 新歌+精選》專輯 |
| 2007年 | 王力宏 | 你是我心內的一首歌 | 收錄於王力宏的《改變自己》專輯                                           |
| 2015年 | 蕭煌奇 | 一人水一項         | 收錄於個人專輯《3.1415》                                                 |
| 2015年 | 孫藝洲、張凱麗、 鍾漢良、蔣勁夫 | 重返十七歲         | 《我去上學啦》主題曲                                                     |
| 2016年 | 張祖誠、蕭敬騰、王若琳、王治平、李毓芬、周興哲、王思佳、周予天、方炯鑌、黃荻鈞、Lulu黃路梓茵、LollipopF棒棒堂、TOP1男子漢、Echo李昶俊、余荃斌No name合唱 | 給牠一個家         | 愛護動物珍惜生命主題曲                                                   |

## 電影配唱
- 2014年：電影《大稻埕》電影主題曲－《青春是》
- 2016年：電影《麥兜飯寶奇兵》電影歌曲－《心靈豬湯—童真》
- 2019年：電影《樂獄》電影插曲－《躲雨》
- 2022年：電影《頭七》電影主題曲－《黑夜中相擁》